# ده اميربهادر (باتاوة)
ده اميربهادر (بالفارسية: ده امیربهادر) هي قرية تقع في إيران في قسم باتاوة الريفي. يقدر عدد سكانها بـ 21 نسمة .